# پل واتسون
پل واتسون (به انگلیسی: Paul Watson) کُنشگر محیط زیست اهل کشور کانادا است. وی از اعضای اولیه و بانفوذ صلح سبز بود. واتسون به یک استراتژی عمل مستقیم در برخورد با مخربان محیط زیست باور دارد که این باور با اصول صلح سبز (یعنی عدم خشونت، تنها اعتراض و اطلاع‌رسانی) سازگار نبود. برای همین واتسون در سال ۱۹۷۷ از این سازمان کناره‌گیری کرد. اما صلح سبز می‌گوید که او اخراج شده است. این کنشگر محیط زیست باور دارد که «در برخورد با کسانی که نهنگ و فوک شکار می‌کنند، کسانی که آثار مخربی بر روی زیست‌بوم می‌گذارند چرا باید فقط اعتراض کرد و فیلم و عکس گرفت؟ این گونه کارها هیچ تاثیری ندارد و آنها به کار خود ادامه خواهند داد». مدتی بعد وی گروهی به نام انجمن محافظت چوپان دریا را تشکیل داد. وی با گروهی که تشکیل داده به مناطق گوناگون جهان سفر کرده، از قطب‌ها تا جزایر گالاپاگوس،کاستاریکا و.... و در برابر شکارچیان نهنگ و فوک مبارزه می‌کند. بیشترین شکارچیان نهنگ و فوک از کشورهای ژاپن،نروژ،کانادا و روسیه هستند که واتسون را سدی در برابر خود می‌دانند.